# Jérôme Fernandez
Jérôme Fernandez (Cenon, Francia, 7 de marzo de 1977) es un exjugador profesional de balonmano. Ocupa la posición de lateral izquierdo. Destaca por su importante presencia física, un excelente tiro de larga distancia y una gran visión de juego, que le permite conectar con el pivote con grandes pases interiores. Es un jugador inteligente y un notable goleador, gracias a su buen tiro en suspensión.

## Trayectoria deportiva
Empezó a jugar a balonmano en el equipo propiedad de su familia: La Bastidienne. El año 1985 fichó por el Carbon-Blanch, un equipo de una ciudad próxima a Burdeos, donde estuvo hasta el 1993, año en que fichó por el Girondins de Burdeos, dónde jugaría hasta el año 1997. Posteriormente, jugó en el Spacer's Toulouse, donde conquistó sus primeros títulos importantes.
En 1999 fichó por el Montpellier HB, dónde jugaría hasta el año 2002, conquistando también importantes títulos a nivel nacional, a la vez que logra el campeonato del mundo con su selección. Estos éxitos lo llevaron a fichar por el F.C. Barcelona dónde ha desarrollado la etapa más victoriosa de su carrera deportiva y se ha convertido en una pieza fundamental del equipo.
Después de unos años en Barcelona, pasó a jugar en el máximo rival de éste, el BM Ciudad Real, con el cual ha conquistado también una serie de títulos. Hasta llegar a fichar por otro grande de Europa THW Kiel, con el que estuvo un año y no pudo conseguir ni la Bundesliga ni la Champions, que consiguió con el Barça y el Ciudad Real.
Luego de estar un año en el THW Kiel, volvió a Francia al Toulouse Handball, y su primera temporada finalizó como tercer máximo goleador de la Liga Francesa con 157 goles.
Fue un jugador inteligente y un notable goleador, gracias a su buen tiro en suspensión.

## Otros
En febrero de 2012, ante la campaña de desprestigio contra el deporte español iniciada por los guiñoles franceses de Canal +, acusándolo de utilizar el dopaje para la consecución de sus éxitos recientes, Fernandez ha salido en defensa del mismo, llegando a afirmar que Yannick Noah (uno de los principales instigadores de la calumnia) debería ser demandado.

## Palmarés

### Clubes
- 2 Copas de Europa (04-05 con el F.C. Barcelona y 08-09 con el BM Ciudad Real)
- 4 Ligas ASOBAL (02-03 y 05-06 con el F.C. Barcelona, 08-09 y 09-10 con el BM Ciudad Real)
- 2 Ligas francesas (99-00 y 01-02 con el Montpellier HB)
- 4 Copas de Francia (97-98 con el Spacer's Toulouse y 99-00, 00-01 y 01-02 con el Montpellier HB)
- 2 Copas del Rey (03-04 y 06-07 con el F.C. Barcelona)
- 3 Supercopas de España (03-04, 06-07, 08-09 con el F.C. Barcelona)
- 3 Ligas de los Pirineos (03-04, 05-06, 06-07 con el F.C. Barcelona)
- 2 Supercopas de Europa (03-04 con el F.C. Barcelona y 08-09 con el BM Ciudad Real)
- 1 Copa EHF (02-03 con el F.C. Barcelona)

### Selección nacional

#### Campeonato del Mundo
- Medalla de oro en el Campeonato del Mundo de 2001
- Medalla de bronce en el Campeonato del Mundo de 2003
- Medalla de bronce en el Campeonato del Mundo de 2005
- Medalla de oro en el Campeonato del Mundo de 2009
- Medalla de oro en el Campeonato del Mundo de 2011
- Medalla de oro en el Campeonato del Mundo de 2015

#### Campeonato de Europa
- Medalla de oro en el Campeonato de Europa de 2006
- Medalla de bronce en el Campeonato de Europa de 2008
- Medalla de oro en el Campeonato de Europa de 2010

#### Juegos Olímpicos
- Medalla de oro en los Juegos Olímpicos de 2008
- Medalla de oro en los Juegos Olímpicos de 2012

### Consideraciones individuales
- Máximo anotador en la historia de la Selección de Francia (1463 goles)
- Mejor Jugador de la Liga de Francia (1): 2014
- Mejor Lateral Derecho de la Liga de Francia (2): 2012 y 2014
- Mejor Lateral Derecho de la Liga ASOBAL (2): 2009 y 2010
- Caballero de la Legión de Honor (2008)
- Oficial de la Orden Nacional del Mérito (2013)